# Saccharum edule
Espèce
Synonymes
- Saccharum spontaneum L. var. edulis (Hassk.) K. Schum. & Lauterb.
- Saccharum × edule Hassk. (préféré par Kew[2])

Saccharum edule est une espèce de plantes monocotylédones de la famille des Poaceae, sous-famille des Panicoideae, originaire d'Asie du Sud-Est.
Cette espèce n'est connue qu'à l'état cultivée, sous forme de clones du fait que la floraison avorte très généralement. Certains auteurs considèrent que Saccharum edule serait le résultat d'hybridations intergénériques, par exemple Miscanthus floridulus × Saccharum robustum.
La plante, qui présente une faible teneur en sucre, est cultivée pour son inflorescence, panicule contractée restant enveloppée dans sa gaine foliaire, qui est consommée localement comme un légume, notamment en Papouasie-Nouvelle-Guinée.